# カラリメトリー
カラリメトリー（英: colorimetry）は体系化された色の測定と表現である。測色（）、色度測定（）とも。

## 概要
カラリメトリーは人間の色覚を物理的に表し定量化するための科学的および技術的手法である。色覚とスペクトルの間の物理的相関への依存を減らし、CIE 1931 XYZ色空間の三刺激値および同様の定量化方法に基いて行われる。カラリメトリーはいくつかにカテゴリ分けできる（⇒ #分類）。カラリメトリーには様々な専門の機材が用いられる（⇒ #計測機材）。

## 分類
測色は以下のように分類できる：
- 視感測色（、英: visual colorimetry）: ヒトの目を用いた色刺激の相互比較による測色[5]
- 物理測色（、英: physical colorimetry）: 検出器を用いた物理量測定による測色[6]
  - 分光測色（英: spectrocolorimetry）: 分光測定を用いた物理量測定による測色[7]

## 等色
等色（、英: color matching）は与えられた色刺激と同色に見える別の色刺激を作ることである。
等色とは「同じ色をつくる」ことである。すなわちリファレンスとなる色刺激が提示され、操作可能な色刺激を調整してこれをリファレンスと同じ色にする。色刺激を作る/調整する操作の例としては R/G/B 原色光の輝度変更が挙げられる。等色は視感測色に関連した操作でありヒトの目を用いるため、照明条件や視野サイズなどの条件を適切にコントロールする必要がある。
なお、等色はスペクトルの一致とは必ずしも同義でない。スペクトルが不一致にも関わらず特定条件下では等色が成立するものは条件等色という。
類似の概念に色合わせ（、英: color matching）がある。

### 等色関数
等色関数（、英: color-matching function）は単色参照光への等色に必要な原色量を表す、参照光波長に対する原色量の関数である。

CIE XYZ 等色関数

様々な色を体系立てて表現する手法の1つに原刺激（≒原色）セットの加法混色がある。ある色を得るために必要な各原刺激の量/比率は原刺激そのものとその組み合わせに依存し、これを記述する手法の1つが等色関数である。原刺激 {\displaystyle F} の等色関数 {\displaystyle {\bar {f}}(\lambda )} は参照光波長 {\displaystyle \lambda } に対する原刺激量の関数であり、原刺激セットを用いて波長 {\displaystyle \lambda } の単色参照光へ等色する際に必要な原刺激 {\displaystyle F} の量を表している。{\displaystyle \lambda } の定義域は基本的に可視光領域である。原刺激セットを構成する各原刺激について等色関数が用意され、これによってこの混色の特性が記述できる。

#### 等色関数の負値
等色関数は負値を取りうる。これは原刺激を「参照光」側に足してはじめて等色が可能になることを意味する。例えば赤（700.0 nm）・緑（546.1 nm）・青（435.8 nm）の単色光を原刺激とする CIE 1931 RGB 色空間では、3原刺激を正の強度で混色しても原刺激以外の単色光とは等色できない。

## 計測機材
カラリメトリーでは下記のような機材の組み合わせにより計測が行われる。
- 三刺激値色度計を用いた三刺激値の計測[12]
- 分光放射照度計を用いた絶対スペクトル放射輝度および放射束密度の計測[13]
- 分光測色器を用いたカラーサンプルのスペクトル反射率あるいは透過率、相対放射束密度の計測[14]
- 分光測色器の一種である分光色度計を用いた三刺激値の計測
- 濃度計（英語版）を用いた、物体における光の透過度あるいは反射度の計測

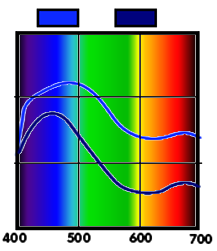
二つの反射スペクトル曲線。測定対象の物体は短波長を多く反射し、その他の波長の色を吸収しており、結果として青い色として認識される。

- 色温度計を用いた光源の色温度の計測

### 三刺激値色度計
デジタルイメージング技術において、色度計は三刺激値を計測する機材であり、カラーキャリブレーションに用いられる。カラープロファイルを用いて、画像の入力から出力に至るワークフローにおける色の一貫性を保っている。

### 分光放射照度計、分光測色器、および分光色度計
光源の絶対スペクトル分布は、分光放射照度計で計測することができる。分光放射照度計は、入射光を光学的に集め、モノクロメーターを使って細分化された波長ごとに照度を求める。
反射光に関しては分光測色器 (あるいは分光反射測色器、反射測色器とも呼ばれる) を用いて、試料の可視光域 (および少しの非可視光域を含む) の計測を行う。例えば10 nm の幅で読み取る場合、可視光域である400-700 nm は31サンプルにより読み取ることができる。これら31サンプルを用いて、その特性を表すのに最も重要な、スペクトル反射曲線 (波長毎の反射率) を描くことができる。
分光測色器の読み取り値自体はスペクトルであり、より重要な三刺激値には、色空間変換による色度座標変換により計算される。この目的でも分光測色器は用いられる。分光色度計は分光測色器の一種であり、数値積分 (等色関数の内積の積分を光源のスペクトル分布に対して行う) により三刺激値を測定することができる。 分光色度計の三刺激値色度計に対する利点として、物理フィルタを持たないため、フィルタ製造時のばらつきに影響されず、経年変化を起こさない限りは単一のスペクトル反射曲線を得ることが可能である。 一方で、三刺激値色度計は専用の設計・製造がされているため、安価であり、簡単に使用できる。
国際照明委員会 (CIE) は、より滑らかなスペクトルを得るため、5nm以下のサンプル間隔での計測を推奨している。 サンプル間隔が大きくなると、例えば右に示したCRTディスプレイの赤色蛍光体の光の放射のような急峻なカーブのような場合において、計測精度が悪化してしまう。

### 色温度計
色温度計は、写真や映画撮影において、異なる色温度の光源においてどのようなカラーバランスが必要かを判断するために使われる。参照色温度を入力すると、参照色と計測された色の間の差異をミレッドで表示される。これを基に、適切なミレッド値に近いカラーフィルターやレンズフィルターを使うことで、より適切なカラーバランスが実現できる。

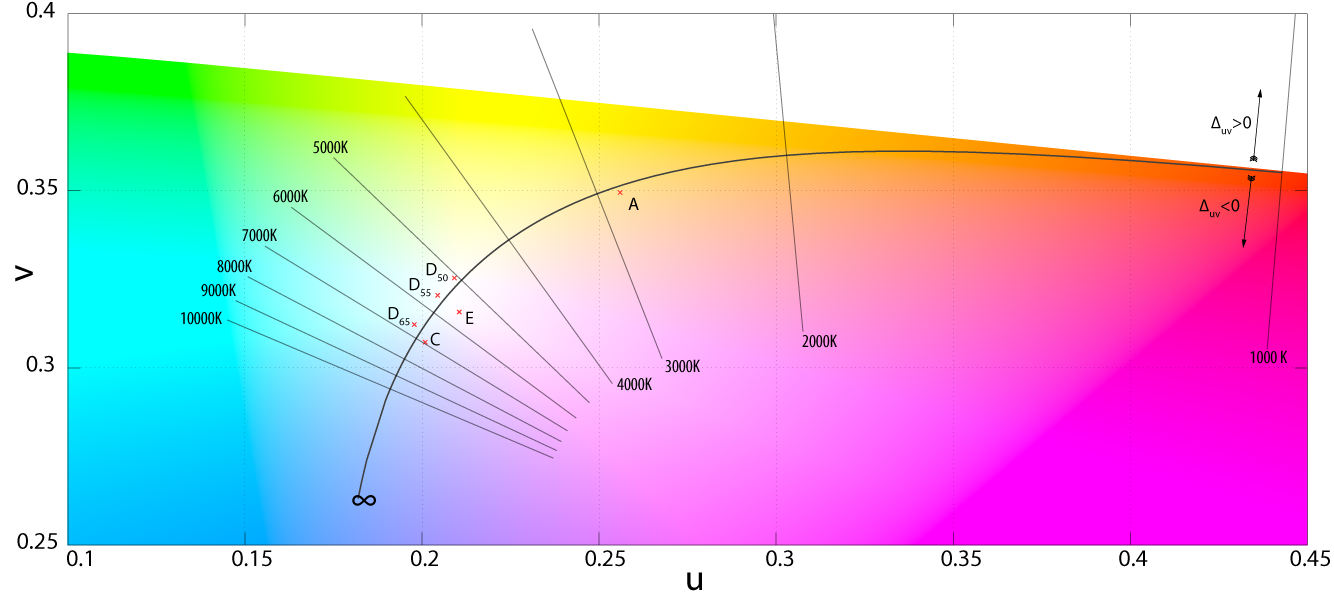
法線は等しい色温度との関係を表す。

内部的にはシリコンフォトダイオードを用いた三刺激値色度計となっている。対応する色温度は、CIE 1960 色空間の色度座標を計算し、黒体軌跡上の最も近い点を特定することで計算される。